# Кровков, Матвей Осипович
Матвей Осипович Кровков (1??? — 1690-е годы) — русский воинский начальник, один из первых русских служилых людей, удостоенных чина «генерала» (наряду с В. А. Змеевым и А. А. Шепелевым), воевода Якутска в 1683—1696 годах.

## Происхождение
Представитель старинного русского дворянского рода Кравковых (Кровковых), а Сергей Михайлович Соловьёв упоминает муромского сына боярского Кровкова или Кравкова, жившего в период Смуты (военный историк П. О. Бобровский называет его обрусевшим датчанином).

## Служба
Начал службу в 1640-е годы в чине жильца. К 1653 году имел придворный чин стряпчего и числился по службе в «рейтарском строю». В том же году был назначен стрелецким головой для прибора стрельцов в Коломне и Переславле-Рязанском с последующей посылкой на службу в Астрахань и Терки. На «понизовой службе» оставался до 1655 года. С апреля 1657 года по сентябрь 1658 служил городовым воеводой в Кокшайске.
С конца 1650-х годов состоял на солдатской службе. 29 декабря 1661 года пожалован из майоров в полковники Второго Московского выборного полка солдатского строя, которым командовал до 30 апреля 1682 года. Один из начальных людей при Черниговском походе с целью подавления Левобережного восстания запорожских казаков. Во главе своего полка принимал участие в подавлении Разинского бунта. Участник Второго Чигиринского похода. С октября 1676 года по апрель 1677 года возглавлял гарнизон крепости Чигирин. По возвращении в столицу был произведен из полковников в генерал-майоры. Был ранен в ходе военной кампании 1678 года, по окончании которой «за рану и за то, что выборные солдатские полки всякому строю и ополчению изучил, и за то, что отводом вел от неприятельских людей обоз великим и крепким ополчением», получил прибавку к жалованью в 43 рубля в год, а также пожалован в генерал-поручики. Позже царь Фёдор Алексеевич удостоил его звания полного генерала.
Отставлен от командования Бутырским полком по требованию рядовых солдат, обвинивших своего старшего командира в различных злоупотребления (солдаты подали челобитную на своего генерала), в начале восстания московских стрельцов (1682). В 1683 году направлен на воеводство в Якутск.
Назначение на воеводство стало ответом властей на челобитную генерала, в которой он писал, что служит более 40 лет, со своим полком сражался с немцами, поляками, крымскими татарами, турками, ходил войной на калмыков, башкир, бился не щадя себя с бунтом «вора» Стеньки Разина, «и с иными многими иноземцы», на многих боях «избит весь и коньми растоптан и изувечен», «всякую нужду и голод терпел и мертвую кобылятину ел». По этой челобитной, «за многие службы и за раны и за кровь детишек своих» для «окупления долгов и выкупу деревнишек» государи пожаловали его новым служебным назначением якутским воеводой.
С деятельностью М. О. Кровкова в должности воеводы связано окончание строительства Якутского острога и начало разработок в Сибири месторождений железной руды. Здесь он и окончил свои дни в конце 1690-х годов.

## Семья
От брака М. О. Кровкова с Агафьей Григорьевной известны дети:
- Фёдор — стряпчий с 1664 г.
- Любим — стольник
- Семен — стольник и полковник
- Алексей — стольник с 1678 г.
- дочь N. N. Софонова — в 1680-е гг. замужем за Фёдором Софоновым.